# バッフィントン島の戦い
バッフィントン島の戦い（バッフィントンとうのたたかい、英: Battle of Buffington Island、またはセントジョージズクリークの小戦闘、英: St. Georges Creek Skirmish）は、南北戦争のモーガンの襲撃中の1863年7月19日に、オハイオ州メグズ郡で起こった戦闘である。この戦いは南北戦争中のオハイオ州では最も大きな戦闘であり、有名な南軍ジョン・ハント・モーガン准将の騎兵襲撃隊がバッフィントン島の対岸にある浅瀬でオハイオ川を渉って北軍の追跡から逃れようとしていたが果たせず、その後の捕獲に繋がることになった。
モーガンは夜通し行軍が遅くなり、翌日にはほとんど北軍騎兵隊に包囲されそうになって、その結果として起こった戦闘では南軍側の壊走ということになり、1,700名の部隊の半数以上が捕まった。モーガン将軍と700名程は一旦逃亡したが、この大胆な襲撃は7月26日のセイリーンビルの戦いに続くモーガンの降伏で終わった。モーガンの襲撃は軍事的にはほとんど結果を残さなかったが、オハイオ州南部と東部、さらには隣のインディアナ州の多くの大衆に恐怖を広げた。

## 背景
ジョン・ハント・モーガン准将とその選り抜き2,460名の南軍騎兵隊は騎馬砲兵隊1個大隊を伴い、テネシー州の南軍から北軍オハイオ軍の注意を逸らすことを期待して、1863年6月11日にテネシー州スパルタを西に出発した。12日後、2つ目の北軍であるカンバーランド軍がそのタラホーマ方面作戦を開始したとき、モーガンは北へ向かうときだと決断した。その部隊はケンタッキー州に入り、一連の小戦闘を戦った後で、オハイオ川で2隻の蒸気船を捕まえてインディアナ州に渡り、7月9日のコリドンの戦いでは地元の民兵隊を壊走させた。モーガン隊はその道筋が比較的見えるようになり、東に向かって7月13日にはシンシナティを通り過ぎ、オハイオ州南部に騎リ入れた。途中で馬や物資を盗んだ。
北軍の対応は間もなく現れた。オハイオ軍を指揮するアンブローズ・バーンサイド少将は利用可能なあらゆる陸軍と共に、アメリカ海軍の砲艦数隻をオハイオ川に遡上させ、南軍がケンタッキー州あるいはウェストバージニア州の安全地帯に逃げ込もうとする試みと競わせた。エドワード・H・ホブソン准将が、この時までに1,700名程に減っていたモーガン襲撃隊を追って北軍騎兵隊数隊を率いた。オハイオ州知事デイビッド・トッドは地方の民兵隊や志願兵を招集し、幾つかの中隊を編成して、町やその地域にある渡河地点を守らせた。
7月18日、モーガンはそれ以前に部隊を分けていたが、再集合させた部隊を率いてエイトマイル島浅瀬に近い静かな川の町、ポメロイに向かい、そこで川を渉ってウェストバージニア州に入ることを目指した。モーガン隊は小火器の障害を潜り抜けたが、川やポメロイ自体には接近を阻まれ、南東約20マイル (32 km) 上流にある次の浅瀬バッフィントン島に向かった。
モーガンは7月18日の夜になる頃に、バッフィントン島やその近くの小集落ポートランド近くまで到着したが、そこには数百の地元民兵が急ごしらえの土盛りの背後に隠れて浅瀬を塞いでいることが分かった。厚い霧と暗闇が降りてきて、モーガンはそこで夜を過ごすことに決め、疲れ果てていた兵士や馬を休ませた。モーガンは敵部隊を押し退けたとしても、狭い浅瀬を渡ろうとするときに暗闇の中で兵士を失うことを恐れた。この遅れは致命的な誤りであることが後に分かった。

### フィッチの戦隊
アメリカ海軍のミシシッピ戦隊がバッフィントン・アイランドの戦いに関与した。モーガンはその部隊に野砲を持ってきていた。モーガン隊が東のシンシナティに向かう間の追跡初期段階で重厚な川の封鎖や追跡手段が施された。レロイ・フィッチ海軍少佐の戦隊にはブリキ被覆あるいは鉄被覆の艦船ブリリアント、フェアプレー、ムース、レインディア、セントクレア、シルバーレイク、スプリングフィールド、ビクトリー、ノームケグ、クィーンシティが含まれていた。これら蒸気船の幾つかはモーガン隊が引き返してきた時に備えてある地域を守るために後方に配備された。前方の艦船はフィッチの指示によってウェストバージニア州のメイソン、ジャクソンおよびウッド各郡に沿ってそれぞれ偵察領域を割り当てられた。ノームケグはポイントプレザントからエイトマイル島まで、スプリングフィールドはポメロイからレタート島までを偵察した。ビクトリーの砲弾はリーディング・クリーク沿いに見つかり、その偵察域はウェストバージニア州の川岸に沿ってミドルポートからエイトマイル島までだった。ブリキ被覆で武装輸送船のマグノリア、インペリアル、アレゲニーベルおよびユニオンは私掠船であり、他の船舶と共にパーカーズバーグ軍事兵站部の指揮下にあった。陸軍の「水陸共同師団」士官であるアンブローズ・バーンサイド少将はシンシナティの作戦本部におり、モーガン隊の動きに関する情報を供給し、その旗艦アレゲニーベルを戦闘前にフィッチに渡した。「水陸共同師団」のブリキ被覆艦船は4ないし6隻の大きなジョンボート（手漕ぎボート）を持ち、それからライフル銃を発砲させたり、兵士を揚陸させて追跡や捕虜の収容に使われた。
フィッチの旗艦は鉄被覆の海軍艦USSムースだった。ムースとフィッチの指揮下の私掠船インペリアルは戦闘前夜に島から至近距離に係留された。フィッチはボイラーを焚かせ、最初のライフル銃音のときにその大きな大砲を島に向かって放たせたが、前進できる前は射程をわずかに外れた。アレゲニーベルはオハイオ州側やや下流に係留された。ムースの大砲の音を聞いて前進し、間もなくバーンサイドの「水陸共同歩兵隊」を連れてきた。
ウェストバージニア川の岸に沿って岸の高い樹木が並ぶ渡河地点に、ユニオン砦（ブレア砦）指揮下の輸送船で第9ウェストバージニア歩兵連隊が運ばれた。この部隊はウェストバージニア州ホイーリングにある北軍のI・H・デュバル将軍に指揮された。「この連隊は家を追われた避難民で大半が構成されており、軍隊のどの部隊よりも優秀で絶望感と共に戦っていた。」川は小競り合いの間南軍騎兵隊にとってはさらに障害となった。主戦闘からは離れてウェストバージニア川下流の幾つかの場所に留まっていた哨兵に面して、どれだけ多くの馬や南軍騎兵が溺れたからは、識者の推測を除いて不明である。何人かは馬も無く徒歩で川を渉り、同調者の助けで南部の故郷まで戻った。ただし、ジャクソン郡やメイソン郡の騎兵偵察隊が哨戒線の後方に偵察していた。この渡河地点はウェストバージニア州レブンスウッド近くだった。哨戒隊にはくたびれた大砲が与えられていた。「水陸共同師団」岸近くで見つけた南軍兵を襲い、川から捕虜を引き上げた。
主戦闘が部隊操作や小競り合いになった後でUSSムースは上流に向かい川を渉ろうとする南軍砲兵隊を砲撃した。フィッチはインペリアルを派遣して南軍砲兵隊が後に残した大砲を回収させた。川に沿ってずっと点在する鉄被覆艦や野砲が他の浅瀬を探すモーガンの斥候に撃ち掛けるのが聞こえた。地元の支援船は弾薬、食糧および捕虜を引き上げるのに忙しかった。ベルパーには物資を収める港湾設備や補給庫があった。当時オハイオ川に架かる鉄道橋は無かった。西部州は北軍のパーカーズバーグ補給センターにある東部の鉄道倉庫や輸送船ドックから物資を手に入れていた。ベルパーやパーカーズバーグは巨大な北軍発送センターでもあった。

## 戦闘
7月19日の霧深い朝、北軍オーガスト・カウツとヘンリー・M・ジュダ指揮下の2個旅団が遂にモーガン隊に追いつき、ポートランドの真北の広い洪水面で攻撃し、ジェイムズ・M・シャックルフォードの別部隊が到着したときに南軍をほとんど包囲した。初期の活発な戦闘で、北軍の有名な戦うマクック家の65歳の家長ダニエル・マクック少佐が致命傷を負った。間もなく3,000名近い北軍が劣勢で疲れ切っているモーガン隊と戦った。さらに北軍2隻の砲艦、USSムースとアレゲニーベルがバッフィントン島と洪水面を分けている狭い水路に入り、モーガン隊に砲撃して砲弾の破片を散らした。間もなく3隻目の砲艦が加わった。
モーガン隊はバッフィントン島への道が完全にふさがれ、小さな後衛隊を残して洪水面に沿って北へ道を切り開こうとし、他の浅瀬に辿り着くことを期待した。モーガン隊はそれが無益な試みと分かり、集結する北軍部隊に分散され、渦巻く戦闘の中で52名が戦死し、数百名が負傷した。モーガンと約700名は森を抜ける細い道を伝って囲みを破って逃げた。しかし、モーガンの義兄弟で副指揮官であるバジル・W・デューク大佐やモーガンの弟ジョン・モーガンを含む750名以上のモーガン隊騎兵が捕まった。デュークは第7オハイオ騎兵隊のアイザック・ガラード大佐に正式に降伏した。
モーガンの追い詰められた部隊は間もなく上流のウェストバージニア州ベルビル対岸で守備隊のいない浅瀬に向かい、300名以上はうまくオハイオ川を渉って捕獲を免れた。この中にはアダム・"ストーブパイプ"・ジョンソン大佐や有名な電信士ジョージ・エルスワースが居た。モーガン将軍は浅瀬を半分ほど進んでいたが、北軍の砲艦が突然視界に入ってきたときに、オハイオ川に残された部隊兵がいることに気付いた。モーガンは道半ばで馬を回し、オハイオ川岸に残された部隊に合流した。それから数日間、残された者達は安全に川を渉れる場所が見つからず、セイリーンビルの戦いに続いて、6月26日に北部オハイオ州で捕まった。
バッフィントン島で捕まった者の多くは負傷した者の大半を含み、戦争捕虜として蒸気船でシンシナティに連れて行かれた。モーガンとその士官達の大半はコロンバスのオハイオ刑務所に収監された。モーガン、トマス・ハインズおよび他の数人は後に大胆な脱獄を敢行し、遂にはケンタッキー州の安全地帯に戻った。